# نائل العيناوي
نائل يونس العيناوي (2 يوليو 2001) هو لاعب كرة قدم مغربي، يلعب في خط وسط نادي لانس في الدوري الفرنسي الدرجة الأولى. ولد في فرنسا، وهو لاعب دولي مع منتخب المغرب للشباب.

## حياة مهنية
انضم العيناوي إلى أكاديمية الشباب في نانسي عندما كان في الثامنة من عمره، ووقع أول عقد احترافي له مع النادي في 3 يونيو 2021. بدأ مشواره الاحترافي مع نانسي ضد تولوز في الدوري الفرنسي في 31 يوليو 2021.
في 29 يونيو 2023، وقع مع نادي لانس في الدوري الفرنسي بعقد مدته أربع سنوات. سجل هدفه الأول في 28 أكتوبر 2023 ضد نادي نانت.

## المسيرة الدولية
ولد العيناوي في فرنسا، ويحمل الجنسيتين الفرنسية والمغربية. أستدعي للعب مع المنتخب المغربي تحت 23 عامًا لمجموعة من المباريات الودية في سبتمبر 2023.

## الحياة الشخصية
العيناوي هو ابن لاعب التنس المغربي المعتزل يونس العيناوي.

## إحصائيات المهنة

### نادي
آخر تحديث 28 أبريل 2024.
| النادي          | الموسم          | الدوري                        | الدوري | الدوري  | كأس فرنسا | كأس فرنسا | أوروبا | أوروبا  | المجموع | المجموع |
| النادي          | الموسم          | القسم                         | الظهور | الأهداف | الظهور    | الأهداف   | الظهور | الأهداف | الظهور  | الأهداف |
| --------------- | --------------- | ----------------------------- | ------ | ------- | --------- | --------- | ------ | ------- | ------- | ------- |
| نانسي ب         | 2020–21         | البطولة الوطنية 3             | 4      | 0       | —         | —         | —      | —       | 4       | 0       |
| نانسي ب         | 2021–22         | البطولة الوطنية 3             | 5      | 0       | —         | —         | —      | —       | 5       | 0       |
| نانسي ب         | 2022–23         | CFA                           | 33     | 4       | —         | —         | —      | —       | 33      | 4       |
| نانسي ب         | المجموع         | المجموع                       | 42     | 4       | —         | —         | —      | —       | 42      | 4       |
| نانسي           | 2021–22         | الدوري الفرنسي الدرجة الثانية | 24     | 2       | 0         | 0         | —      | —       | 24      | 2       |
| لانس ب          | 2023–24         | البطولة الوطنية 3             | 1      | 2       | —         | —         | —      | —       | 1       | 2       |
| لانس            | 2023–24         | الدوري الفرنسي                | 25     | 1       | 1         | 0         | 5      | 0       | 31      | 1       |
| المجموع الوظيفي | المجموع الوظيفي | المجموع الوظيفي               | 92     | 9       | 1         | 0         | 5      | 0       | 98      | 9       |

1. ↑  ظهر في دوري أبطال أوروبا ثلاث مرات، وفي الدوري الأوروبي مرتين

## روابط خارجية
- نائل العيناوي على موقع الاتحاد الأوربي (الإنجليزية)
- نائل العيناوي على موقع قاعدة بيانات كرة القدم.إي يو (الإنجليزية)
- نائل العيناوي على موقع ليكيب (الفرنسية)
- نائل العيناوي على موقع Soccerway.com (الإنجليزية)